# Areni
Areni (en arménien Արենի ) est une communauté rurale du marz de Vayots Dzor, en Arménie.
Comprenant également la localité d'Amaghu, elle comptait 1 811 habitants en 2008.
Areni est surtout connue pour sa production de vin, la majorité du vin étant produit localement à partir du village voisin de Getap.

## Fouilles d'un site datant de l'âge du cuivre
En 2007, une équipe arméno-irlandaise a fait des fouilles dans le site de la grotte d'Areni 1 qui ont révélé des couches de l'âge chalcolithique et du début de l'âge du bronze (5000-4000 avant notre ère).
En janvier 2011, des archéologues ont annoncé la découverte de la plus ancienne cave viticole connue. Elle contenait un pressoir, des cuves de fermentation, des jarres et des tasses.  Les archéologues ont également trouvé des pépins de raisin de vignes de l'espèce Vitis vinifera.

## L'égliseSourp Astvatsatsin
L'église Sourp Astvatsatsin, (« Sainte-Mère-de-Dieu »), église d'Areni a été érigée par l'architecte Momik en 1321.
Les prêtres du lieu étaient réputés pour la qualité du vin qu'ils produisaient.

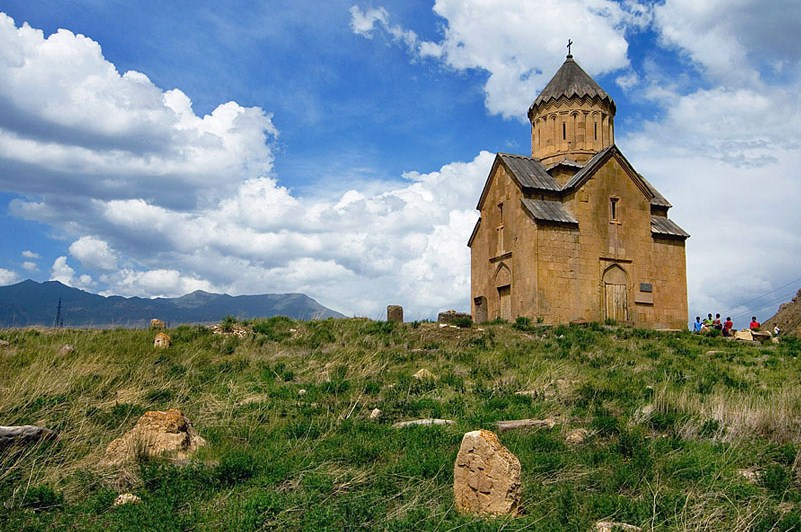
L'église Sourp Astvatsatsin.